# John Janssen

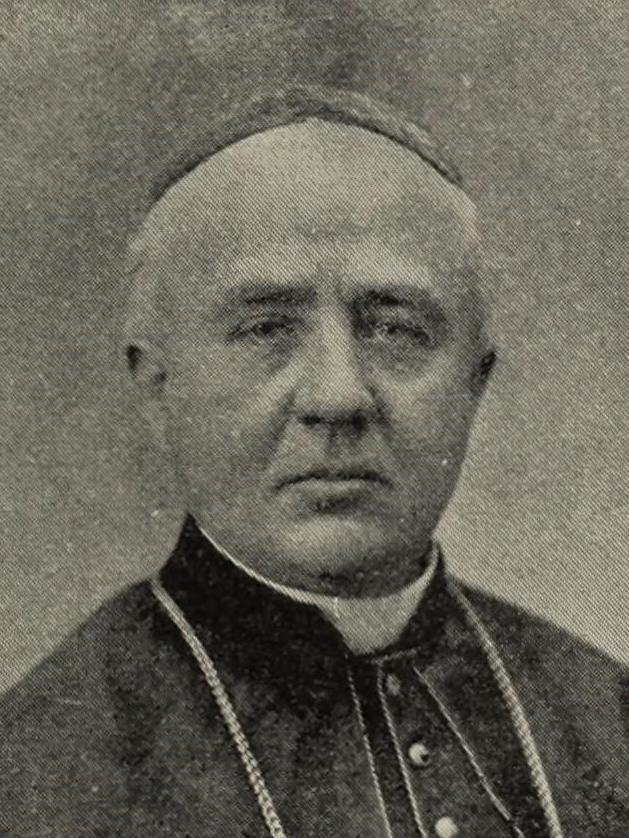
John Janssen (1889)

John Janssen (eigentlich Johannes, * 3. März 1835 in Keppeln, einem Ortsteil von Uedem; † 2. Juli 1913 in Belleville, Illinois) war ein deutsch-amerikanischer Geistlicher und römisch-katholischer Bischof von Belleville.

## Leben
Nach dem Abitur am Collegium Augustinianum Gaesdonck und dem Studium der Theologie in Münster kam Janssen 1858 in die USA und wurde am 19. November desselben Jahres zum Priester des Bistums Alton geweiht. Von 1870 bis 1886 war Janssen Generalvikar seines Bischofs Peter Joseph Baltes. Nach dessen Tod am 15. Februar 1886 wurde Janssen zunächst Diözesanadministrator von Alton und nach der Abtrennung des Bistums Belleville vom Bistum Alton am 7. Januar 1887 zusätzlich auch von Belleville.
Am 28. Februar 1888 wurde Janssen dann von Papst Leo XIII. zum ersten Bischof von Belleville ernannt. Die Bischofsweihe spendete ihm der Erzbischof von Chicago, Patrick Augustine Feehan, am 25. April desselben Jahres. Mitkonsekratoren waren der Bischof von Kansas City, John Joseph Hogan, und der Bischof von Leavenworth, Louis Mary Fink OSB.
Er starb am 2. Juli 1913 im Amt.